# Merodon unicolor
Merodon unicolor är en tvåvingeart som beskrevs av Gabriel Strobl 1909. Merodon unicolor ingår i släktet narcissblomflugor, och familjen blomflugor. Inga underarter finns listade i Catalogue of Life.